# Löwenbrunnen (Darmstadt, Mathildenplatz)
Der Löwenbrunnen ist ein Brunnen in Darmstadt.

## Geschichte und Beschreibung
Der Brunnen wurde 1824 nach Plänen von Franz Heger erbaut, zunächst als Luisenbrunnen. Er bildete das Zentrum des Luisenplatzes. Als 1844 später das Ludwigsmonument errichtet wurde, musste der Brunnen weichen und wurde stattdessen im Zentrum des benachbartem Mathildenplatzes aufgestellt.
Der Brunnen hat einen dreigeschossigen Aufbau mit vielen unterschiedlichen Wasserspielen. Die obere Ebene bildet eine runde Schale aus Eisenguss, über deren Rand Wasser in den unteren Brunnentrog fällt, ohne dabei die mittlere Ebene zu treffen. Die mittlere Ebene wird durch vier medaillonförmige Wasserspeier gespeist. Vier Löwen, die jeweils zwischen den Wasserspeiern ruhen, speien Wasser durch ihre Mäuler in das darunter liegende Becken.
Der Brunnen wurde erstmals zwischen 1979 und 1981 saniert. Eine weitere, sehr umfassende Sanierung fand von 2015 bis 2020 statt. Dabei wurde unter anderem die gesamte Technik erneuert, die Sandsteinelemente instand gesetzt und der Brunnentrog mit einer Bleiwanne ausgekleidet.